# Registro Nacional de Lugares Históricos em Connecticut
Edifícios, locais, distritos e objetos no Registro Nacional de Lugares Históricos em Connecticut. Desde 6 de setembro de 2013 existem 1 582 propriedades e distritos listados do Registro Nacional de Lugares Históricos nos 8 condados de Connecticut, incluindo os 61 nomeados no Marco Histórico Nacional.
O condado de Hartford é o que contem a maior quantidade de registros, enquanto o condado de Tolland contem a menor quantidade. Os primeiros NRHPs em Connecticut foram designados em 15 de outubro de 1966 e os mais recentes em 28 de agosto de 2013.

## Números de propriedades por condado
A relação a seguir lista as entradas atuais, por condado, pertencentes ao Registro Nacional de Lugares Históricos. Estas somas são baseadas em inscrições no Banco de Dados do Cadastro Nacional de Informações a partir de 24 de abril de 2008, e nas novas listas semanais postadas desde então no site do National Register of Historic Places. Há inclusões freqüentes e exclusões ocasionais à lista, fazendo com que as contagens mostradas aqui sejam aproximadas e não oficiais. Igualmente, a contagem desta tabela exclui o aumento e diminuição de fronteiras que modificam a área coberta por uma propriedade existente ou distrito e que apresentem um número de referência nacional distinto no Regisro Nacional.
|              | \| \| Condado \| Nº de lugares \| \| ------------ \| ----------------------------- \| ------------- \| \| 1.1 \| Fairfield: Bridgeport \| 55 \| \| 1.2 \| Fairfield: Greenwich \| 32 \| \| 1.3 \| Fairfield: Stamford \| 36 \| \| 1.4 \| Fairfield: outras localidades \| 163 \| \| 1.5 \| Fairfield: (duplicados) \| (2)[3] \| \| 1 \| Fairfield: Total \| 284 \| \| 2.1 \| Hartford: Hartford (cidade) \| 142 \| \| 2.2 \| Hartford: Southington \| 38 \| \| 2.3 \| Hartford: West Hartford \| 28 \| \| 2.4 \| Hartford: Windsor \| 41 \| \| 2.5 \| Hartford: outras localidades \| 186 \| \| 2 \| Hartford: Total \| 435 \| \| 3 \| Litchfield \| 166 \| \| 4 \| Middlesex \| 112 \| \| 5.1 \| New Haven: New Haven (cidade) \| 62 \| \| 5.2 \| New Haven: outras localidades \| 198 \| \| 5 \| New Haven: Total \| 260 \| \| 6 \| New London \| 201 \| \| 7 \| Tolland \| 49 \| \| 8 \| Windham \| 83 \| \| (duplicados) \| (duplicados) \| (8)[4] \| \| TOTAL \| TOTAL \| 1 582 \| |               |
|              | Condado | Nº de lugares |
| 1.1          | Fairfield: Bridgeport | 55            |
| 1.2          | Fairfield: Greenwich | 32            |
| 1.3          | Fairfield: Stamford | 36            |
| 1.4          | Fairfield: outras localidades | 163           |
| 1.5          | Fairfield: (duplicados) | (2)           |
| 1            | Fairfield: Total | 284           |
| 2.1          | Hartford: Hartford (cidade) | 142           |
| 2.2          | Hartford: Southington | 38            |
| 2.3          | Hartford: West Hartford | 28            |
| 2.4          | Hartford: Windsor | 41            |
| 2.5          | Hartford: outras localidades | 186           |
| 2            | Hartford: Total | 435           |
| 3            | Litchfield | 166           |
| 4            | Middlesex | 112           |
| 5.1          | New Haven: New Haven (cidade) | 62            |
| 5.2          | New Haven: outras localidades | 198           |
| 5            | New Haven: Total | 260           |
| 6            | New London | 201           |
| 7            | Tolland | 49            |
| 8            | Windham | 83            |
| (duplicados) | (duplicados) | (8)           |
| TOTAL        | TOTAL | 1 582         |